# The Feud
The Feud is een Amerikaanse dramafilm uit 1919. De stomme film is verloren gegaan.

## Verhaal
Al sinds lang voor de Amerikaanse Burgeroorlog is er een vete tussen twee zuidelijke families, de Lynches en de Summers. Toch worden Jere Lynch (Tom Mix) en Betty Summers (Eva Novak) verliefd op elkaar. Als hun families achter de romance komen, doen ze er alles aan om de twee uit elkaar te houden. Deze pogingen eindigen in een duel tussen Betty's broer Ben Summers (Lloyd Bacon) en de vader van Jere. Hierbij overlijdt Jere's vader en Jere doodt vervolgens Ben. Om de families te ontlopen, slaat Jere op de vlucht naar het westen, en belooft Betty later op te komen halen. Toch is de ruzie nog niet over: Jere krijgt een brief van zijn zus Mary Lynch (Claire McDowell) waarin staat dat Betty in de tussentijd met een ander is getrouwd. Mary zegt tegen Betty dat Jere is overleden.
De families krijgen hun zin: het stel gaat uit elkaar. Jere trouwt met Ray Saunders (Jean Calhoun), die hij heeft gered uit een aanval van Indianen, terwijl Betty trouwt met haar neef Cal Brown (Joseph Bennett). Jere en Ray komen om bij een bloedbad en hun zoontje wordt in een ander gezin opgevoed als John Smith (als volwassene gespeeld door Mix). Betty's dochter die net als haar moeder Betty is genoemd (gespeeld door Novak) trekt naar het westen en valt voor John. Pas na hun huwelijk ontdekt het jonge paar het bijzondere liefdesverhaal van hun ouders. Met de geboorte van hun kind komt er aan de langdurige familievete eindelijk een einde.

## Rolverdeling
| Acteur            | Personage                 |
| ----------------- | ------------------------- |
| Tom Mix           | Jere Lynch/John Smith     |
| Eva Novak         | Betty Summers/Betty Brown |
| Claire McDowell   | Mary Lynch                |
| J. Arthur Mackley | William Lynch             |
| John Cossar       | Horace Summers            |
| Mollie McConnell  | Mrs. Summers              |
| Lloyd Bacon       | Ben Summers               |
| Joseph Bennett    | Cal Brown                 |
| Jean Calhoun      | Ray Saunders              |
| Frank Thorne      | Bob Lynch                 |
| Guy Eakins        | Dan Lynch                 |
| Sid Jordan        | Bill Brady                |
| Nelson McDowell   | McFadden                  |
| Lucretia Harris   | Nancy, de negermoeder     |
| Buck Jones        | (onvermeld in aftiteling) |